# Eriosema erici-rosenii
Eriosema erici-rosenii är en ärtväxtart som beskrevs av Robert Elias Fries. Eriosema erici-rosenii ingår i släktet Eriosema och familjen ärtväxter. Inga underarter finns listade i Catalogue of Life.